# Cichorioideae
Cichorioideae é uma subfamília de plantas da ordem Asterales, família Asteraceae, a que pertence a chicória.